# Università statale di Lovanio

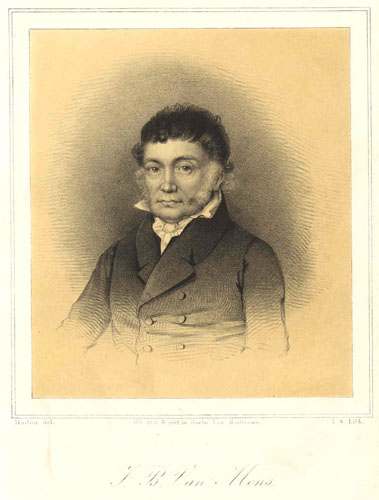
Jean-Baptiste Van Mons, professore a l'Università statale di Lovanio.

L'Università statale di Lovanio è stata un'università belga con sede a Lovanio, fondata nel 1817 e soppressa nel 1835. La città fu scelta perché già sede della vecchia università di Lovanio fondata nel 1425 ma soppressa dagli occupanti francesi nel 1797.
L'atto di fondazione risale al 6 ottobre 1817, per atto del governo del Regno Unito dei Paesi Bassi (Verenigde Koninkrijk der Nederlanden). Nello stesso anno si decise anche la fondazione dell'università di Gand e di quella di Liegi, le altre università previste allora nel territorio dell'attuale Belgio sempre per volere di Guglielmo I.
Come in tutte le altre università nei Paesi Bassi, veniva usata la lingua latina. In seguito ai cambiamenti portati dalla rivoluzione belga se ne decise però la soppressione nel 1835.
L'università fu un ambiente di liberalismo e di opposizione, contribuì alla rivoluzione del 1830, di fatto costituendo la prima generazione di intellettuali del futuro Belgio indipendente.
La città rimase sede universitaria per lo spostamento della nuova (fondata l'anno precedente) Università Cattolica di Mechelen che divenne così l'università Cattolica di Lovanio.
Il Belgio continuò ad avere nella vicina capitale belga un centro accademico laico per la fondazione nel 1834 della libera università di Bruxelles